# Socks (kocour)
Socks (anglicky doslova ponožky; asi 1989 – 20. února 2009 Maryland) byl černobílý krátkosrstý kocour, který byl domácím mazlíčkem rodiny Clintonových během prezidentství (1993–2001) Billa Clintona a pobýval tak s nimi v Bílém domě. Byl nejpopulárnější z řady koček, které v sídle prezidentů za jeho historii pobývaly.

## Život
Podle odhadů veterináře se narodil pravděpodobně v roce 1989. Clintonovi ho adoptovali v roce 1991 poté, co jako toulavá kočka skočil do náruče jedenáctileté Chelsea, když odcházela z domu své učitelky klavíru v hlavním městě Arkansasu Little Rock. Jeho sourozence, který tam byl s ním, adoptovala jiná rodina. Bill Clinton byl v té době guvernérem státu Arkansas a Socks žil v guvernérské rezidenci. Jméno kocour dostal podle bílých tlapek, které kontrastovaly s jinak černýma nohama, podobně jako u hlavní postavy dětského románu o mourkovi Socks autorky Beverly Clearyové (1916–2021). Po Clintonově zvolení prezidentem Spojených států se na začátku roku 1993 s rodinou přestěhoval do Bílého domu, kde sdílel misku s toulavou mourovatou kočkou jménem Slippers. Socks měl volný pohyb po Bílém domě a na desetimetrovém vodítku také venku. Jako „první domácí mazlíček“ navštěvoval školy a nemocnice a dětskou verzí webových stránek Bílého domu provázela jeho kreslená podobizna. Do doby, než si Clintonovi v roce 1997 pořídili hnědého labradora Buddyho, byl Socks jejich jediným zvířetem. Hillary Clintonová v roce 1998 vydala dětskou knihu Dear Socks, Dear Buddy s fotografiemi a dopisy dětí adresovanými mazlíčkům Bílého domu. Socks se s Buddym špatně snášeli a proto po skončení Clintonova druhého volebního období v lednu 2001 Socks zamířil do domu Clintonovy sekretářky Betty Currieové a Buddy do nového domu Clintonových ve městečku Chappaqua v newyorském okrese Westchester County, kde ho na začátku roku 2002 srazilo auto.
V roce 2008 žil Socks stále s Currieovými, měl však rakovinu a další zhoršující se zdravotní problémy a 20. února 2009 byl proto uspán veterinářem.

## Galerie

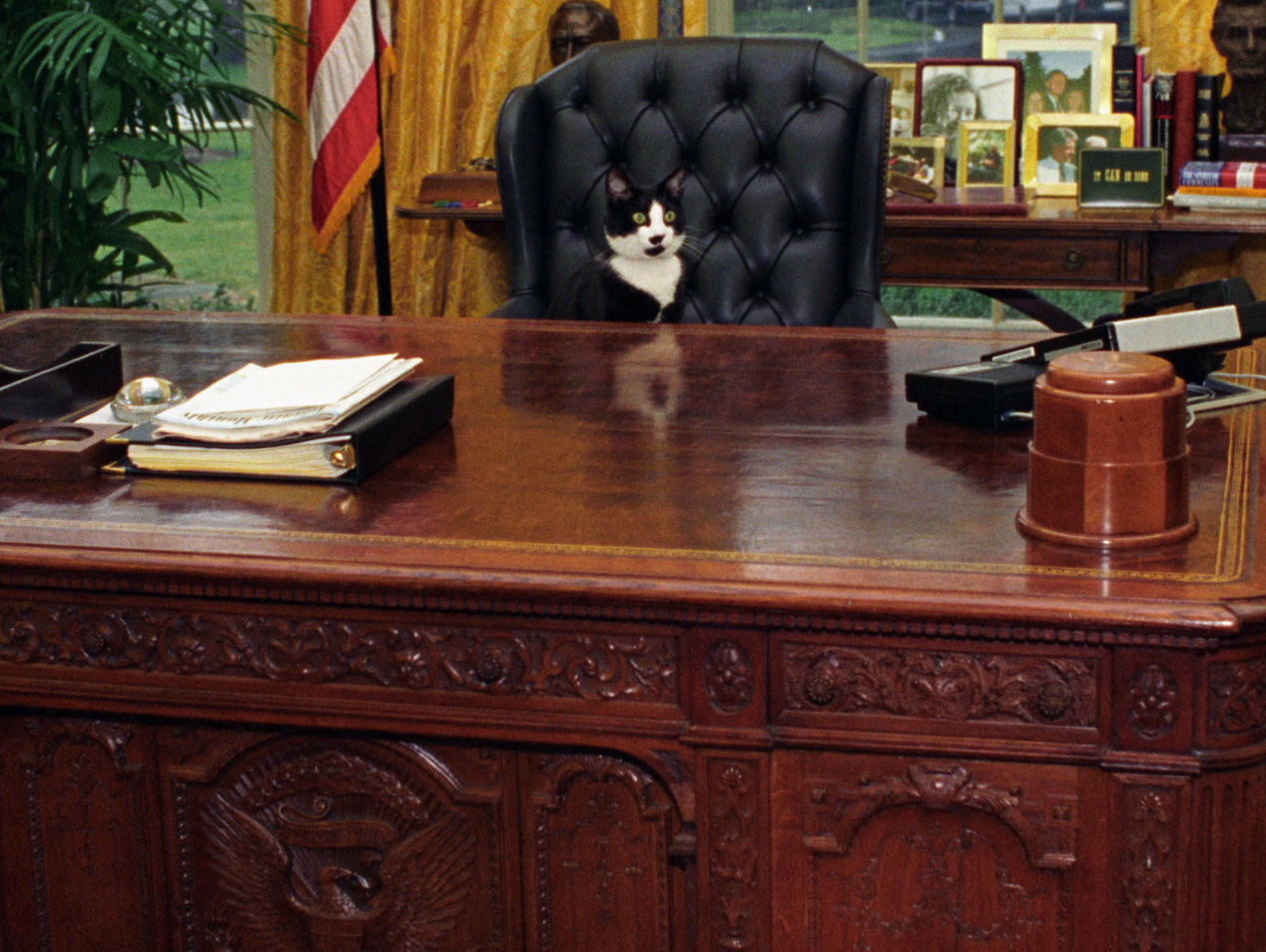
Socks za stolem v Oválné pracovně
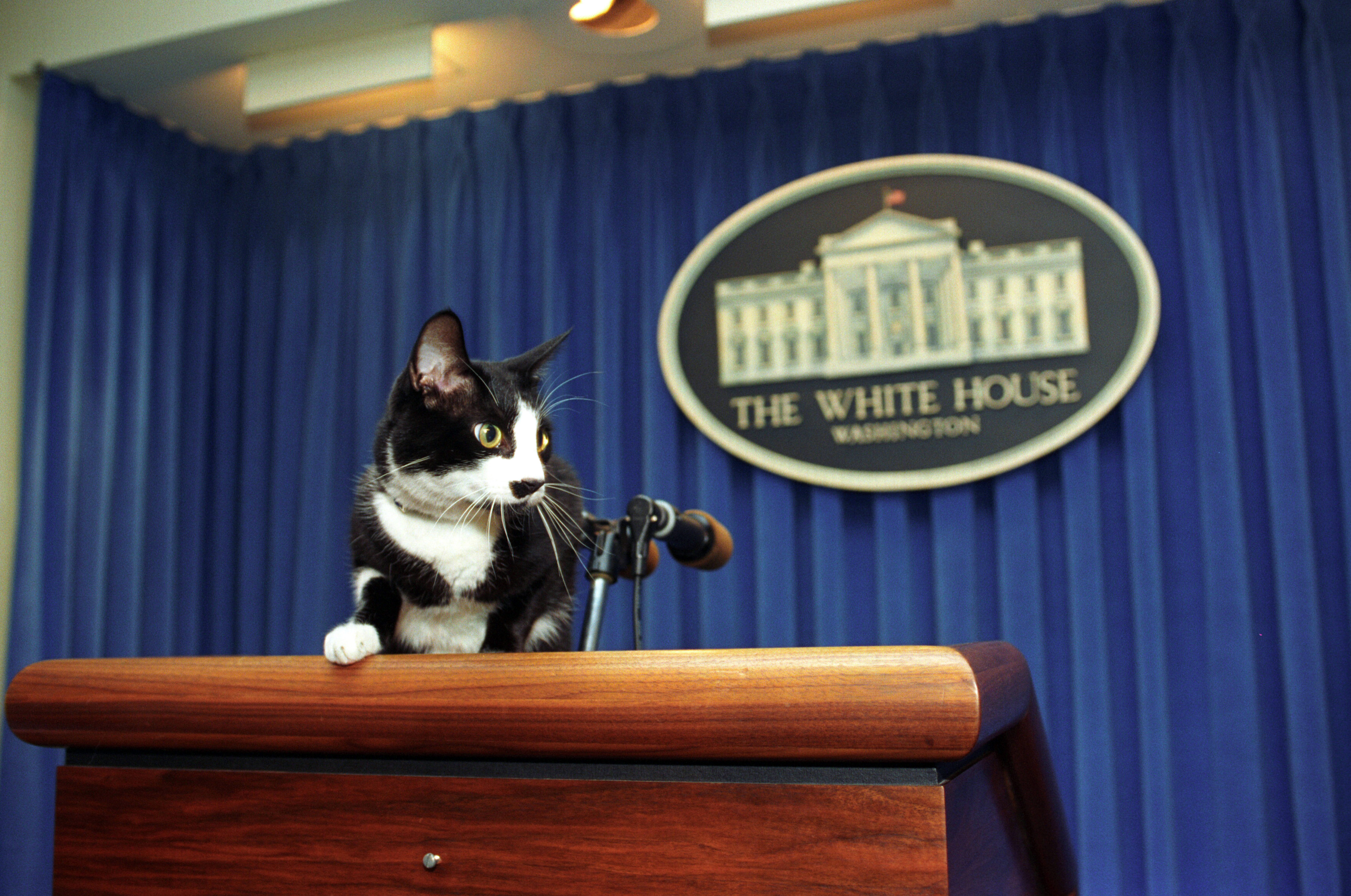
Socks na pultu v místnosti vyhrazené k tiskovým konferencím Bílého domu
Bill Clinton a Socks, prosinec 1993
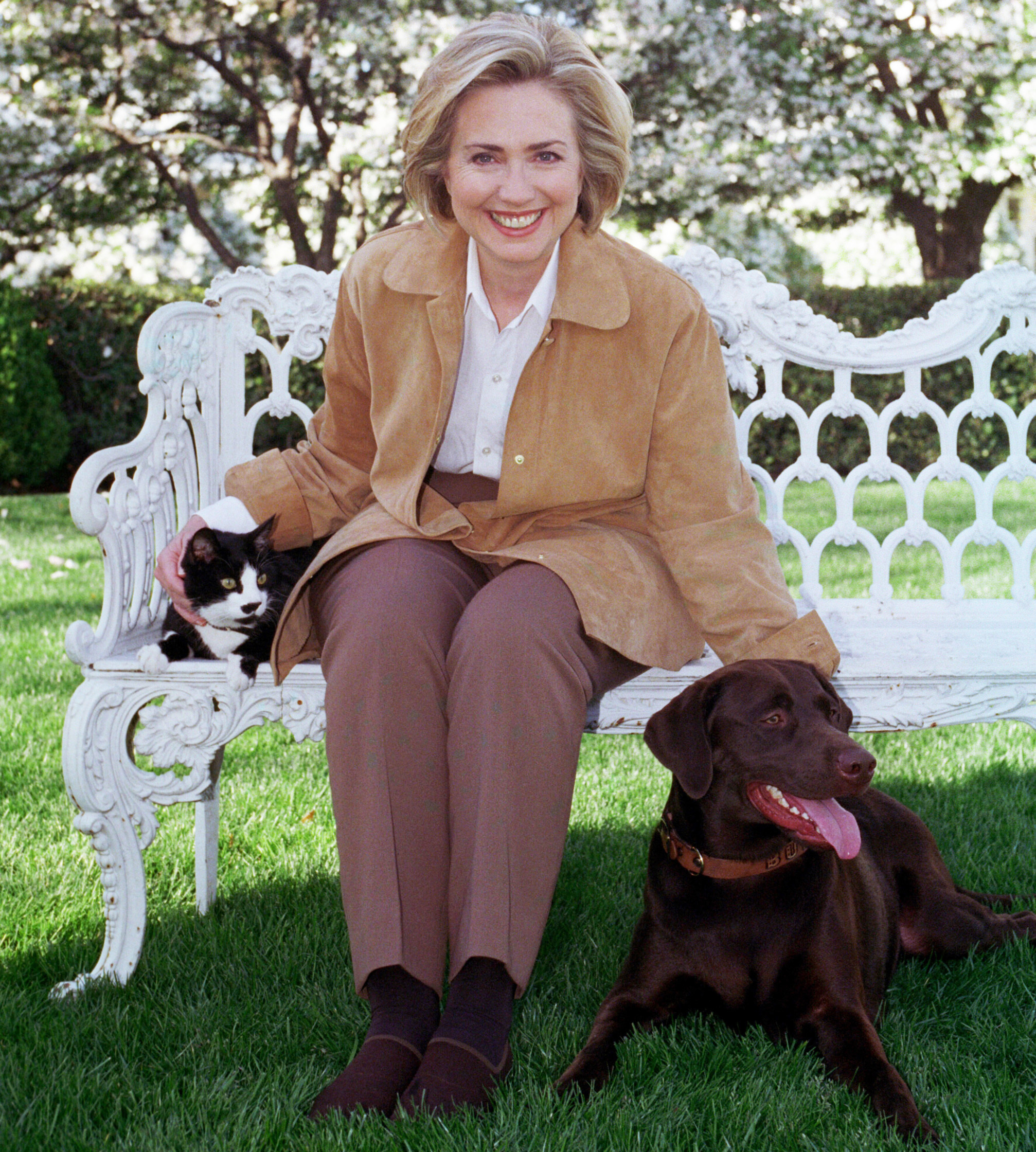
Hillary Clintonová se Socksem a Buddym, 1999
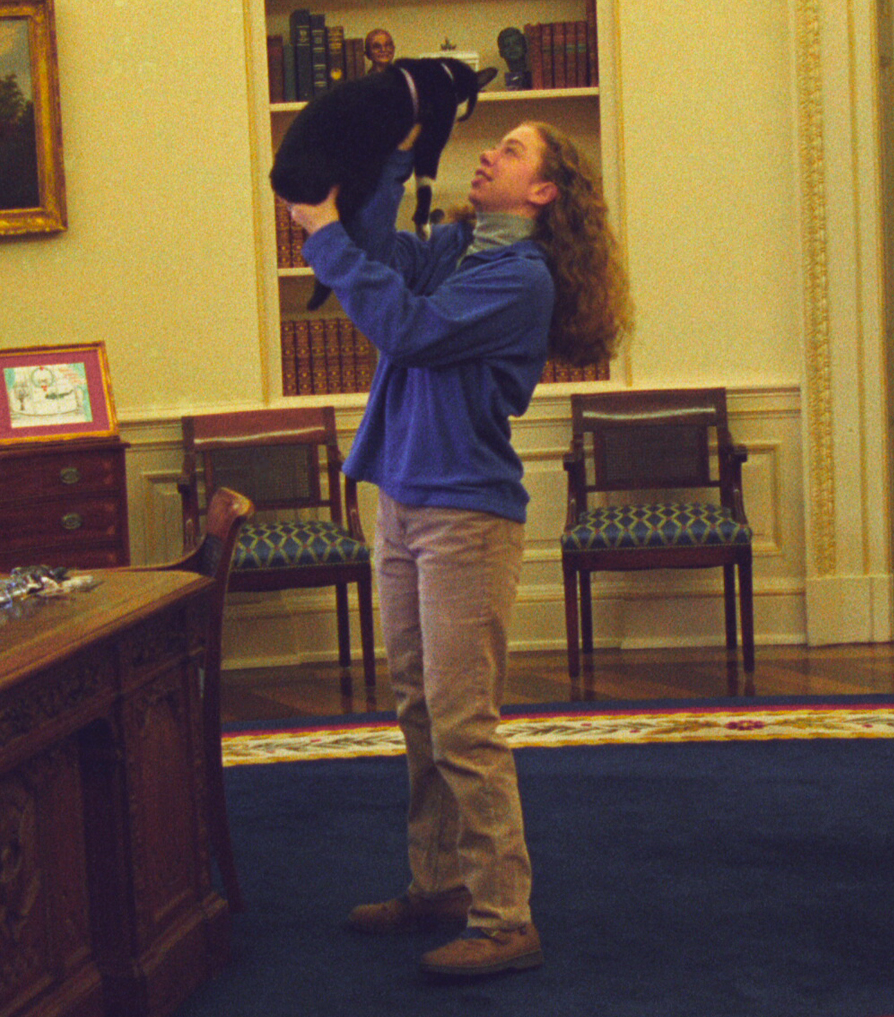
Chelsea Clintonová a Socks, Vánoce 1994
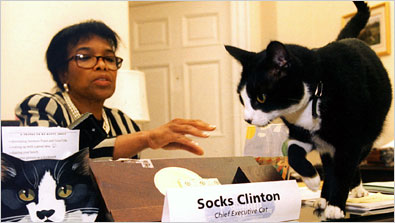
Betty Currieová a „Socks Clinton“
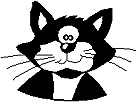
Kreslený Socks z dětské verze webu Bílého domu